# Rio Curtu Mare
O Rio Curtu Mare é um rio da Romênia, afluente do Hamaradia, localizado no distrito de Braşov.